# E602号線
E602号線 (E602ごうせん、英: European route E602) はフランスにあり、ラ・ロシェル – サントを結ぶ、欧州自動車道路のBクラス幹線道路。
- フランス
  - E03号線,E601号線 – ラ・ロシェル
  - E05号線,E603号線 – サント